# Stuckenbergomyia secunda
Stuckenbergomyia secunda är en tvåvingeart som först beskrevs av Smith 1969.  Stuckenbergomyia secunda ingår i släktet Stuckenbergomyia och familjen puckeldansflugor. Inga underarter finns listade i Catalogue of Life.